# GSAT-24
O GSAT-24 (também conhecido como GSAT N1 e CMS 02) é um satélite de comunicação geoestacionário indiano que está localizado na posição orbital de 83 graus de longitude leste. Ele foi construído pela Organização Indiana de Pesquisa Espacial (ISRO) e é operado pela NewSpace India Limited (NSIL). O satélite foi baseado na plataforma I-3K (I-3000) Bus e sua expectativa de vida útil é de 14 anos.

## Lançamento
O satélite foi lançado com sucesso ao espaço em 18 de novembro de 2024, por meio de um veículo Ariane 5 ECA+ da Arianespace, a partir do Centro Espacial de Kourou, na Guiana Francesa, juntamente com o satélite MEASAT-3C. Ele tinha uma massa de lançamento de 4.181  kg.